# Казкоммерцбанк
«Казкоммерцба́нк» (QAZKOM) — казахстанский банк прекративший своё существование. По данным регулятора казахстанского рынка финансовых услуг (АФН) на 1 сентября 2014 года занимал первое место по размеру собственного капитала, ссудного портфеля и второе (после «Народного банка») — по размеру активов.

## Деятельность
В дополнение к основному банковскому направлению (розничному и корпоративному), Казком имеет дочерние компании, работающие в сферах управления финансовыми активами, страховании и брокерских услугах. Казком также имеет дочерние банки в Российской Федерации, Кыргызстане (под названием «Кыргызкоммерцбанк») и Таджикистане.

## История
21 октября 1991 г. — ОАО «Казкоммерцбанк» получил разрешение Национального банка Республики Казахстан.
1995 г. — Казкоммерцбанк в качестве официального консультанта Правительства РК принимал активное участие в экономически и политически значимом процессе реструктуризации и приватизации предприятий нефтегазовой отрасли.
1996 г. — Банк получил полное международное аудиторское заключение (от фирмы «Deloitte & Touche»).
2002 г. — Казкоммерцбанк приобрел 74 % акций «Кыргызавтобанка», впоследствии переименованного в «Казкоммерцбанк Кыргызстан» (ныне «Кыргызкоммерцбанк»).
2003 г. — ЕБРР подписал с Казкоммерцбанком Соглашение об участии в акционерном капитале и в последующем выкупил 15 % выпущенных простых акций банка.
2006 г. — Проведение SPO на Лондонской фондовой бирже.
2008 г. — Казкоммерцбанк был выбран Правительством РК в качестве стратегического партнера для реализации мер по поддержанию реального сектора экономики страны.
2008 г. — Банк доводит своё участие в Москоммерцбанкe до 100 %.
2009 г. — ФНБ «Самрук-Казына» приобрел 21,2 % акций Казкоммерцбанка в рамках Государственной стабилизационной программы.
2012 г. — Казкоммерцбанк завершил трехлетнюю госпрограмму рефинансирования, в результате которой более 7,7 тысяч заемщиков удешевили ипотеку.
2014 г. — Банк приобрел 46,5 % акций БТА Банка, что фактически обозначило интеграцию двух банков.
2016 г. — Банк произвёл ребрендинг и изменил логотип.
31 июля 2017 г. — Кенес Ракишев вышел из состава совета директоров банка.
2018 год — слияние с «Halyk Bank» бренд «Qazkom» прекратил существование. Сделка была завершена в июле 2018 года. Объединённый банк стал самым крупнейшим в Казахстане и оставил название «Halyk Bank».

## Казком + БТА Банк
4 июля 2014 года «Казкоммерцбанк» завершил сделку по приобретению акций «БТА Банка». Фактически, это означает полную интеграцию двух банков. Интеграция была осуществлена с целью укрепления и консолидации банковской системы Казахстана, и возврата в государственную казну часть средств, которые правительство потратило на спасение БТА в период глобального финансового кризиса. В этом плане продажа «БТА Банка» государством является одним из завершающих этапов реализации поручений президента Республики Казахстан по выходу государства из состава акционеров банков второго уровня. Для клиентов обоих банков объединение расширит спектр услуг, которые они могут получить в банке.